# Regio I Porta Capena
La Regio I Porta Capena era la prima delle 14 regioni di Roma augustea classificata poi nei Cataloghi regionari della metà del IV secolo. Prese il nome dalla porta delle mura serviane da cui entrava in città la via Appia e si estendeva nella valle da questa percorsa a sud del Celio lungo la via Latina, fino oltre il successivo percorso delle mura aureliane. Qui si estendeva dalla Porta Appia, fino alla Porta Metronia, includendo la Porta Latina, ed oltre le mura il fiume Almone (nei pressi del quale sorgeva un tempio di Marte).

## Topografia
Occupava la valle tra Celio e Palatino, nella parte sud-ovest della città di Roma antica. Pochi sono i resti archeologici ancora visitabili. Si ipotizza che il confine nord della  Regio traesse la sua origine dalla Meta Sudans. Alla metà del IV secolo l'ampiezza della Regio era indicata nei Cataloghi regionari in 12.220 piedi romani, pari a circa 3.617 metri, inferiore a quanto ipotizza invece Sarah Gozzini che la quantifica in 7.086 metri. L'area presunta complessiva sembra che fosse di 765.000 m² circa.

## Caratteristiche
La  Regio era divisa in 10 vici (rioni), 10 aediculae (edicole), 3.250 insulae (caseggiati), 120 domus (case patrizie), 16 horrea (magazzini), 86 balnea (bagni), 87 laci (fontane) e 20 pistrina (panetterie). L'area era sorvegliata da 2 curatores e da 48 vicomagistri.

## Principali monumenti pubblici
Sembra che questa zona in epoca proto-urbana rientrasse nell'area di uno dei populi Albenses, i Querquetulani. Tra i principali monumenti ricordiamo: il Lucus Camenarum (fin dai tempi di Numa Pompilio), il tratto di mura serviane nei pressi di Porta Capena (VI secolo a.C.), il Sepolcro degli Scipioni lungo la Via Appia antica (III e II secolo a.C.), il tempio di Onore e Virtù (233 a.C., dedicato da Quinto Fabio Massimo Verrucoso), l'ara Fortuna Redux (19 a.C., presso Porta Capena), l'arco di Druso (9 a.C.), il tratto finale dell'Acquedotto Claudio (costruito da Nerone), la fons Lollianus (lungo il versante occidentale del Celio, tra la fine del I e gli inizi del II secolo d.C.), il colombario di Pomponio Hylas e il Mutatorium Caesaris (età Flavia, I secolo d.C.), un arco di Traiano (inizi del II secolo), un arco di Lucio Vero (metà del II secolo, non molto distante dal fiume Almone), le terme Commodiane (183), le terme Severiane (sotto Settimio Severo, alla base della valle Egeria), l'Acqua Antoniniana (212-213), parte delle mura aureliane (da porta Appia a porta Metronia, nei cui pressi sembra si trovasse l'area Apollinis et Splenis), l'imponente Arco di Costantino (del 315 circa, accanto alla Meta Sudans), la Basilica di San Sisto Vecchio e quella di San Giovanni a Porta Latina (del IV secolo), i colombari di Vigna Codini, alcune strutture antiche sotto la Chiesa di Santa Maria in Tempulo (VI secolo).